# Elise Paasche
Albertine Martha Marie Paasche (geborene Faber; * 15. Juni 1857 in Magdeburg, Provinz Sachsen, Königreich Preußen; † 1943) war eine deutsche Publizistin. Sie war die Ehefrau des Reichtstagsvizepräsidenten Hermann Paasche und Mutter des Kriegsgegners Hans Paasche.

## Leben
Sie war eine Tochter von Albert Eduard Faber und Amalie Caroline Marie, geborene Schmidt.
1873 heiratete sie Adolph Ludwig Loewe in Magdeburg, diese Ehe wurde bald geschieden. Um 1880 heiratete sie dann Hermann Paasche. Sie hatten eine Tochter und den Sohn Hans Paasche.
Die Familie lebte in Rostock und Marburg, wo der Ehemann tätig war. Seit etwa 1893 wohnten sie in Berlin.
1903 wurde Hermann Paasche Vizepräsident des Deutschen Reichstages, 1912 erneut. In diesem Jahr unternahmen beide Eheleute eine Weltreise. 
1920 wurde ihr Sohn wegen seiner radikal antimilitaristischen Einstellung ermordet. Das Ehepaar zog danach nach Neckargemünd. 1925 starb ihr Ehemann Hermann Paasche auf einer gemeinsamen Reise durch die USA. Elise Paasche lebte danach weiter in Neckargemünd und starb 1943 wahrscheinlich ebenfalls in den USA.

## Einstellungen
Elise Paasche hatte eine relativ rigorose Einstellung zu vielen Themen. Ihre Grundposition war konservativ. Sie war auch literarisch interessiert und spielte Klavier.
Elise Paasche befürwortete wie ihr Mann die deutsche Kolonialpolitik und den Ersten Weltkrieg, auch weil sie davon wirtschaftlich profitierten. Den Kontakt zu ihrem Sohn brachen sie vollständig ab, nachdem dieser sich radikal dagegen engagierte.
Auch nach dessen gewaltsamen Tod 1920 hielt sie an ihren Positionen einer Kriegsschuldlüge fest, gegen die dieser sich entschieden  ausgesprochen hatte.
In ihren späten Schriften gibt es auch antisemitische Aussagen.

## Schriften (Auswahl)
Elise Paasche verfasste verschiedene Schriften.
als Frau Geheimrat Paasche
- Zu Zweien um die Welt. Repräsentationsreise des deutschen Reichstagspräsidenten im Jahre 1912. Rudolf Golschagg, 1920
- Frauenschicksale im Volksleben der alten und neuen Welt. Studien einer Reise um die Erde kurz vor dem Kriege, [1920?]
- Männer wehrlos, Frauen schutzlos. Unsere Propagandareise gegen die Schuldlüge. Neckargemünd,  1927

als Elise Paasche
- Durch den Panamakanal nach Kalifornien. Propagandareise gegen die Kriegsschuldlüge und Versailles 1929–1931. [ohne Ort], 1941